# Élections cantonales françaises de 1874
Des élections cantonales se sont déroulées en France les 4 et 11 octobre 1874.